# Blood in My Eye
Albums de Ja Rule
The Last Temptation
(2002) R.U.L.E.
(2004)
Singles
1. Clap Back
Sortie : 14 octobre 2003

Blood in My Eye est le cinquième album studio de Ja Rule, sorti le 4 novembre 2003.
L'album s'est classé 1er au Top R&B/Hip-Hop Albums et 6e au Billboard 200.

## Liste des titres
| No  | Titre | Contient un (des) sample(s) de                                                  | Durée |
| --- | --- | ------------------------------------------------------------------------------- | ----- |
| 1.  | Murder Intro (Produit par Ja Rule et Irv Gotti)                                                                                           |                                                                                 | 0:26  |
| 2.  | The Life (featuring Hussein Fatal, Caddilac Tah et James Gotti – Produit par Jimi Kendrix et Irv Gotti)                                   |                                                                                 | 4:35  |
| 3.  | Clap Back (Produit par Scott Storch et Irv Gotti)                                                                                         |                                                                                 | 4:57  |
| 4.  | The Crown (featuring Sizzla – Produit par Irv Gotti et Chink Santana)                                                                     | Solid as a Rock de Sizzla Here I Go de Mystikal                                 | 3:45  |
| 5.  | Kay Slay (Skit) (Produit par Ja Rule et Irv Gotti)                                                                                        |                                                                                 | 0:18  |
| 6.  | Things Gon' Change/2 Punk Ass Quarters (Skit) (featuring Black Child, Young Merc et D.O. Cannons – Produit par Jimi Kendrix et Irv Gotti) | Going Back to Cali de The Notorious B.I.G. Hit 'Em Up de 2Pac featuring Outlawz | 4:01  |
| 7.  | Race Against Time II (Produit par Jimi Kendrix et Irv Gotti)                                                                              |                                                                                 | 3:53  |
| 8.  | Bobby Creep (Skit) (Produit par Irv Gotti et Rebel)                                                                                       |                                                                                 | 0:44  |
| 9.  | Niggas & Bitches (Produit par Irv Gotti et Blackout)                                                                                      | Zungguzungguguzungguzeng de Yellowman                                           | 4:34  |
| 10. | The INC Is Back (featuring Shadow, Sekou 720 et Black Child – Produit par Sekou 720)                                                      |                                                                                 | 5:22  |
| 11. | Remo (Skit) (Produit par Irv Gotti et Rebel)                                                                                              |                                                                                 | 1:13  |
| 12. | Blood in My Eye (featuring Hussein Fatal – Produit par Jimi Kendrix et Irv Gotti)                                                         |                                                                                 | 2:25  |
| 13. | It's Murda (Freestyle) (featuring Hussein Fatal – Produit par Irv Gotti)                                                                  |                                                                                 | 3:36  |
| 14. | The Wrap (Freestyle) (featuring Hussein Fatal – Produit par Irv Gotti et Hussein Fatal)                                                   | The Learning (Burn) de Mobb Deep featuring Big Noyd et Vita                     | 5:09  |